# Hambleton (Rutland)
Pour les articles homonymes, voir Hambleton.
Hambleton est un village et une paroisse civile du Rutland, en Angleterre.

## Toponymie
Hambleton provient du vieil anglais. Ce toponyme se compose des éléments dūn « colline » et *hamel « tordu » ou « plat ». Il est attesté sous la forme Hameldun dans le Domesday Book, compilé en 1086.

## Géographie

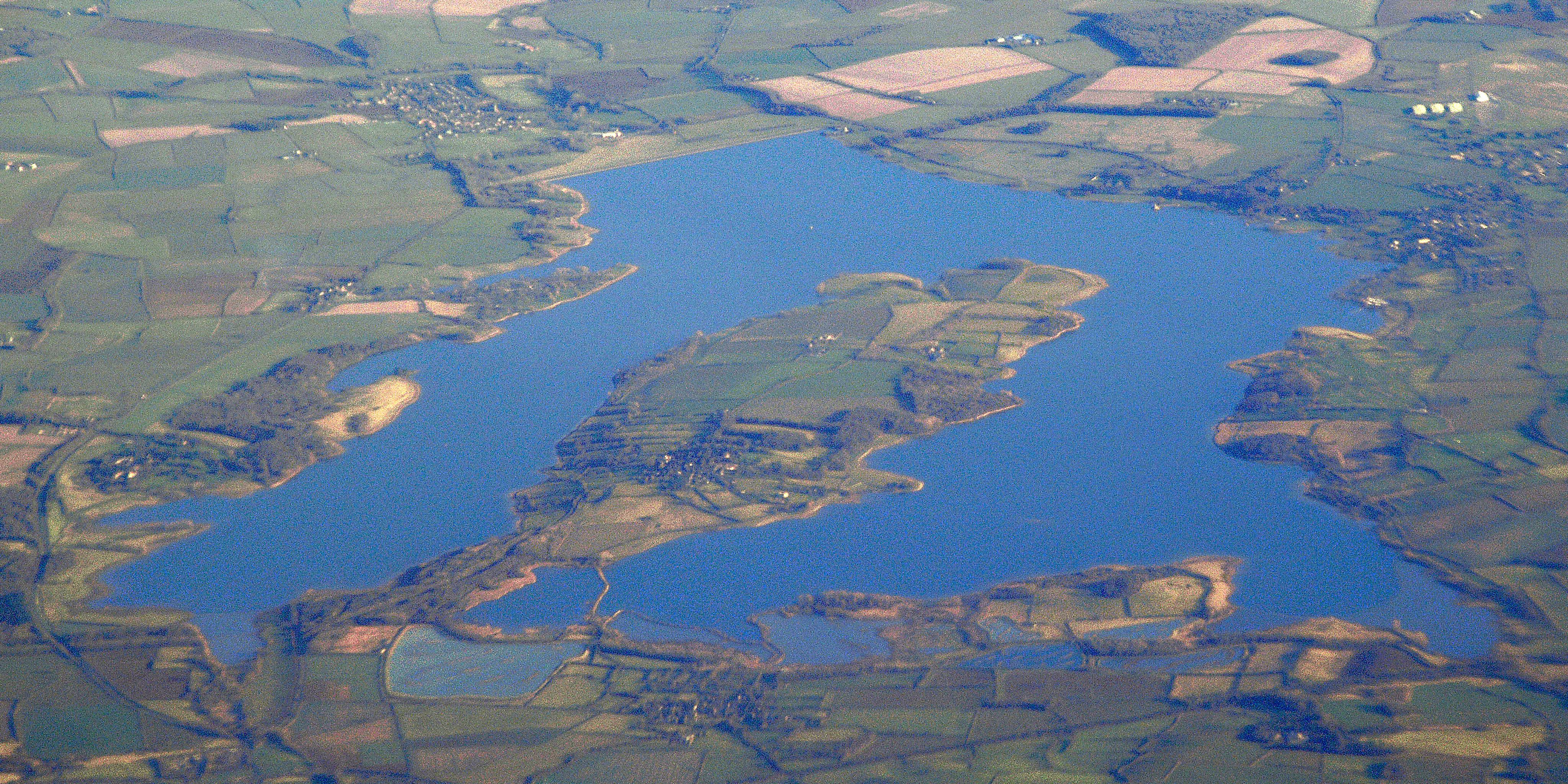
Vue aérienne de Rutland Water et de la.

Hambleton se situe au cœur du comté de Rutland, dans les Midlands de l'Est. Il se trouve sur une grande péninsule (en) au milieu du lac artificiel de Rutland Water qui est reliée à la terre ferme par un isthme situé à l'ouest. Le chef-lieu du comté, Oakham, se trouve à 5 km à l'ouest du village.
Pour les élections à la Chambre des communes, Hambleton est rattaché, comme le reste du Rutland, à la circonscription de Rutland and Melton.

## Histoire
Avant la création de Rutland Water, la paroisse de Hambleton se composait de trois villages : Upper Hambleton, Middle Hambleton et Nether Hambleton. Les deux derniers ont été abandonnés avant d'être presque complètement submergés par les eaux du lac en 1976.
Le Domesday Book, compilé en 1086, rapporte que le manoir de Hambleton est à cette date la propriété du roi Guillaume le Conquérant. Il est ensuite confié, soit par le Conquérant, soit par son fils Guillaume le Roux, aux Umfraville, famille dans laquelle il se transmet jusqu'au début du XIVe siècle. Il fait partie, avec les manoirs de Market Overton et Normanton, du douaire de Marguerite de Clare, veuve de Gilbert de Umfraville (mort en 1307). Hambleton passe alors dans la famille de son deuxième mari Bartholomew de Badlesmere, mais la lignée masculine s'éteint à la mort de leur fils Giles en 1338. L'héritage est partagé entre ses sœurs et Hambleton revient à Élisabeth de Badlesmere et son mari, le comte de Northampton Guillaume de Bohun (mort en 1360). Il se transmet ensuite au comte de March Edmond Mortimer, petit-fils d'Élisabeth de Badlesmere issu de son premier mariage, et à ses successeurs jusqu'à Édouard d'York, qui devient roi d'Angleterre en 1460. Il confie Hambleton à Henry Ferrers en 1467 ou 1468 et le manoir reste à la famille Ferrers jusqu'à son rachat par le baron John Harington en 1601. Il passe ensuite entre les mains du duc de Buckingham George Villiers, puis du comte de Nottingham Heneage Finch, dans la famille duquel il se transmet dès lors.

## Démographie
Au recensement de 2011, la paroisse civile de Hambleton comptait 203 habitants. 
| Année      | 1801 | 1811 | 1821 | 1831 | 1841 | 1851 | 1881 | 1891 | 1901 | 1911 | 1921 | 1931 | 1951 | 1961 | 2011 |
| Population | 336  | 296  | 308  | 297  | 325  | 290  | 245  | 235  | 244  | 241  | 224  | 211  | 199  | 171  | 203  |

## Culture locale et patrimoine

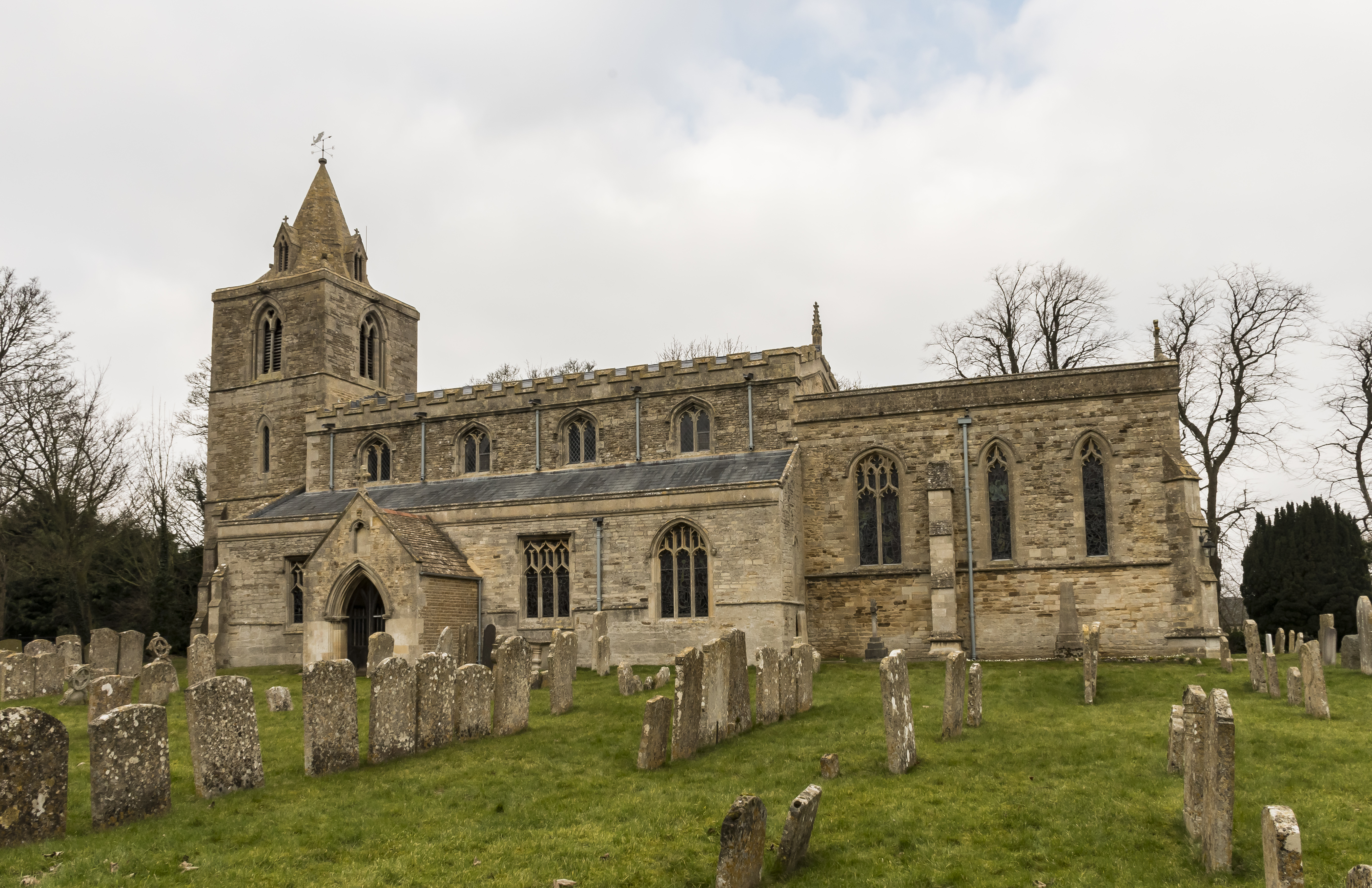
L'église Saint-André de Hambleton.

L'église paroissiale de Hambleton (en) est dédiée à saint André. Elle remonte à la période normande de l'histoire de l'Angleterre, mais le gros du bâtiment date du XIIIe siècle. Elle constitue un monument classé de grade II* depuis 1954.